# Hong Myung-bo
Pour les articles homonymes, voir Hong.
Dans ce nom coréen, le nom de famille, Hong, précède le nom personnel.
Hong Myung-bo (en coréen : 홍명보) est un footballeur puis entraîneur sud-coréen, né le 12 février 1969 à Séoul. 
Grand défenseur sud-coréen, il est considéré avec Cha Bum-geun comme l'un des meilleurs footballeurs asiatiques de tous les temps. Patron de la défense des sud-coréens pendant plus de dix ans, il détient le record de matchs pour son équipe nationale (136 sélections) et devient aussi le premier joueur asiatique à avoir participé à quatre Coupes du Monde consécutives de 1990 à 2002. Il est le capitaine qui termine 4e de la Coupe du monde 2002.

## Biographie
Né le 12 février 1969 à Séoul, Hong mène une carrière exemplaire en Corée, au Japon et aux États-Unis, avant de prendre sa retraite à la fin de la saison 2004. 

## Carrière
Hong Myung-bo a commencé sa carrière professionnelle avec les Pohang Steelers en 1992.
il est le premier Coréen à devenir capitaine d'un club de J-League, en 2000.
Lors de la Coupe du monde 2002, il mène son équipe en demi-finale et son pays terminera à la quatrième place du tournoi. Durant la rencontre pour la troisième place face à la Turquie, il perd le ballon à la 10e seconde du match, permettant à Hakan Şükür de marquer et de devenir le buteur le plus rapide de l'histoire de la Coupe du monde. À l'issue de la compétition, Hong Myung-bo est élu Ballon de bronze, le troisième meilleur joueur du tournoi.
Le joueur met un terme à sa carrière internationale après ce tournois et détient toujours le record de sélection sud-coréenne avec 136 sélections et est nommé au FiFA 100 par Pelé comme l'un des plus grands footballeurs du siècle.
Hong devient entraîneur assistant sous les ordres de Dick Advocaat, qu’il épaule lors de la Coupe du Monde de 2006. Il garde ce poste pour la Coupe d’Asie 2007 avant de devenir l’entraîneur officiel des moins de 20 ans, puis des moins de 23. Il prend en charge l’équipe nationale pour la première fois en 2013 afin de préparer la Coupe du Monde 2014, qui s’ensuit par un échec cuisant.
En 2016, l'entraîneur prend les rênes du Hangzhou Greentown Football Club, évoluant dans la Chinese Super League, la première division chinoise.  L'équipe est reléguée à la China League One. Hong démissionne en mai 2017.

## Palmarès

### En club
- Vainqueur de la Coupe d'Asie des clubs champions en 1997 avec Pohang Steelers
- Champion de Corée du Sud en 1992 avec Pohang Steelers
- Vice-champion de Corée du Sud en 1995 avec Pohang Steelers
- Vainqueur de la Coupe de la Ligue Sud-coréenne en 1993 et 1997 avec Pohang Steelers
- Vainqueur de la Coupe de Corée du Sud en 1996 avec Pohang Steelers
- Finaliste de la Coupe de Corée du Sud en 2002 avec Pohang Steelers
- Finaliste de la Coupe de la Ligue Sud-coréenne en 1996 avec Pohang Steelers
- Vainqueur de la Coupe de la ligue japonaise en 1999  avec Kashima Reysol
- Finaliste de la Conférence Est de la MLS en 2004 avec Los Angeles Galaxy

### Avec l'équipe de Corée du Sud
- 4è de la Coupe du Monde en 2002
- 3è de la Coupe d’Asie des Nations en 2000
- Médaille de bronze aux Jeux asiatiques de Pékin en 1990
- Vainqueur de la Coupe d'Asie de l'Est en 1990
- Médaille d'or de l'Universiade de Sheffield en 1991

## Distinctions personnelles
- Meilleur joueur du Championnat de Corée du Sud en 1992
- Premier Coréen capitaine d'une équipe de J-League en 2000
- Ballon de bronze lors de la Coupe du monde 2002
- Membre de l'équipe type de la Coupe du monde 2002
- Nommé dans l'équipe type de la Coupe d’Asie des Nations en 2000
- Nommé dans l'équipe type du championnat de Corée du Sud en 1992, 1994, 1996 et 2002
- Nommé dans l'équipe type du championnat du Japon en 2000
- Nommé au FIFA 100 en 2004
- Intronisé au Hall Of Fame du football asiatique en 2014

### En tant qu'entraîneur
- Médaille de bronze aux Jeux olympiques d’été de Londres en 2012 avec la Corée du Sud.
- Premier Tour de la Coupe du Monde 2014 avec la Corée du Sud.